# Пёстрая лента (пьеса)
«Пёстрая лента» (англ. The Speckled Band) — трёхактная пьеса английского писателя Артура Конан Дойла, созданная в 1910 году на основе рассказа «Приключение с пёстрой лентой» (The Adventure of the Speckled Band — наиболее распространённое русскоязычное название «Пёстрая лента»). Вторая (из трёх) его пьес о Шерлоке Холмсе. Была создана писателем, чтобы покрыть убытки от постановки его драмы «Дом Темперли». Премьера состоялась в театре «Адельфи» 4 июня 1910 года. В сентябре того же года спектакль был перенесён на сцену лондонского театра «Глоб». 29 октября 1910 года постановка была закрыта после 169 представлений. В 1931 году пьеса была экранизирована режиссёром Джеком Рэймондом.

## Действующие лица
- Шерлок Холмс — частный детектив
- Скотт Уилсон — молодой человек, помолвленный с Вайолет Стоунер
- Доктор Ватсон
- Мистер Лонгбрейс — коронер
- Билли — слуга Шерлока Холмса
- Мистер Брюэр — староста присяжных
- Доктор Гримсби Райлотт — владелец имения Сток-плейс в Сток Моране
- Энид Стоунер — падчерица Райлотта, младшая сестра Вайолет
- Мистер Армитэйдж — бакалейщик
- Али — камердинер Райлотта
- Роджерс — дворецкий Райлотта
- Миссис Стаунтон — экономка Райлотта
- Инспектор Даунинг

## Сюжет
После смерти богатой жены в имении Сток-плейс в Сток Моране живёт доктор Гримсби Райлотт и две его падчерицы — Вайолетт и Энид Стоунер. Райлотт, будучи врачом, долго практиковал в Индии, но в припадке ярости совершил убийство своего дворецкого-туземца, и ему пришлось переехать в Англию. Накануне своей свадьбы со Скоттом Уилсоном Вайолетт внезапно умирает при загадочных обстоятельствах. В ночь гибели она выскочила в страхе из комнаты, но умерла, не успев ничего объяснить. Энид сумела расслышать от неё только слова «лента» и «пёстрая». В связи со смертью назначается коронерский суд, который проходит в имении. Доктор Ватсон был приглашён для осмотра тела умершей. Среди присяжных выделяется местный бакалейщик Армитэйдж, который указывает на необузданный характер хозяина имения и его сложные отношения с падчерицами. Кроме того, он намекает на то, что отчим был заинтересован по финансовым соображениям, чтобы сёстры оставались жить вместе с ним. Слуги поддержали позицию хозяина. Решением коронерского суда смерть Вайолетт признана произошедшей по неизвестным причинам. Ватсон говорит Эдин, что если ей что-то будет угрожать, то она может обратиться за помощью к нему и его другу Шерлоку Холмсу.
Через два года Эдин готовится выйти замуж за офицера и уехать от отчима. На время ремонта он переселил её в комнату умершей сестры. Армитэйдж советует ей обратиться за помощью к доктору Ватсону и Холмсу. Райлотт увольняет старика дворецкого за то, что тот общается с Армитэйджем. Эдин едет в Лондон, а вслед за ней и отчим, который хочет через агентство нанять нового дворецкого. Она посещает дом Шерлока Холмса, где встречается с Ватсоном. В приёмной детектива находится несколько посетителей, но он отказывает им, заинтересовавшись делом Эдин. После её ухода к Холмсу врывается Райлотт и угрожает ему, если тот не перестанет вмешиваться в его дела. Загримированный Холмс устраивается на работу к Райлотту в качестве дворецкого. Эдин возвращается домой, где отчим уговаривает её отказаться от завещанной ей матерью ренты, но она отказывается. После того как он угрожает ей физической расправой вмешивается Холмс. После их стычки детектив покидает дом, попутно застрелив в парке волкодава Райлотта. Ночью Холмс и Ватсон пробираются в комнату Эдин и обнаруживают, что из комнаты отчима к изголовью её кровати ведёт шнурок — поддельный звонок для вызова слуг. После этого по нему начинает спускаться ядовитая змея. Холмс ударами трости загоняет её обратно в комнату Райлотта. Она в ярости нападает на своего хозяина. В агонии он проходит в комнату падчерицы, причём змея обвилась вокруг его шеи, и падает замертво. Ватсон убивает змею. Он говорит, что одна гадина сдохла, а Холмс, глядя на Райлотта, дополняет, что и другая тоже. После этого детектив произносит: «Мисс Стоунер, в этом доме вам больше нечего бояться».

## История создания и постановки
В 1909 году Артур Конан Дойл для постановки своей спортивной драмы «Дом Темперли», основанной на его историческом романе «Родни Стоун», арендовал на полгода лондонский театр «Адельфи». Премьера спектакля прошла 27 декабря 1909 года. Интерес публики к масштабной постановке постепенно уменьшался и через четыре месяца писатель был вынужден её закрыть. Ситуацию усугубил и траур по случаю смерти 6 мая 1910 года короля Эдуарда VII, во время которого на месяц были прекращены увеселительные мероприятия. В результате писатель понёс значительные убытки. У него была возможность сдать театр в субаренду, но он решил не признавать «поражение». Чтобы компенсировать убытки он приступил к созданию новой пьесы о Шерлоке Холмсе и в качестве сюжетной основы выбрал рассказ «Пёстрая лента» (The Adventure of the Speckled Band; 1892). Он наряду с другими его ранними рассказами («Установление личности», «Медные буки») затрагивает тему попыток деспотичных глав семей помешать дочерям получить законное наследство, препятствуя их браку и избежать требований Закону об имуществе замужних женщин, который вступил в силу в 1882 году. В 1927 году Дойл назвал 12 своих лучших рассказов о Холмсе, при этом «Пёструю ленту» писатель поставил на первое место. Работа над пьесой продвигалась быстро, по некоторым данным её удалось закончить за две недели. Сам автор писал, что ему понадобилось на это только неделя. Такой точки зрения придерживался и его биограф Джон Диксон Карр. Дойл также отмечал, что после того как были прекращены представления «Дома Темперли» понадобилось лишь две недели на то, чтобы труппа стала репетировать его новую пьесу.   
В главных ролях были задействованы Гарри Сейнтсбери (Шерлок Холмс), Клод Кинг (доктор Ватсон), Лин Хардинг (Гримсби Райлотт), Кристина Силвер (Энид Стоунер). Критики и зрители особо выделяли игру Хардинга в роли злодея Райлотта. Карр писал, что «Холмс и Ватсон — старые божества — опять стали своего рода лекарством. Хотя они были чуть отодвинуты в тень под воздействием мощных чар дородного доктора Гримсби Райлотта (вместо Ройлотта) с его бородкой клинышком и подёргивающимся веком. В плетёной корзине он держал змею и дрессировал её, а его слуга-индус в это время играл на флейте странную музыку». Особая сложность заключалась в использовании змеи. Первоначально в этой роли выступал удав, что Дойл считал удачной находкой. К его удивлению один из критиков написал, что к недостаткам спектакля следует отнести явно искусственную змею. В ходе представлений использовались и другие змеи, которых трудно было заставить делать то, что от них хотели. После того как змею поменяли на искусственную, причастные к спектаклю сошлись на том, что это был лучший выбор из возможных. Карр писал, что змея была «настолько искусно сделанной и управляемой невидимыми ниточками, что она с ужасающим реализмом могла ползать даже на удалении от верёвки звонка». Дойл назвал игру Хардинга «в роли припадочного и совершенного чудовища» очень яркой, а Сейнтсбери очень хорошей. Постановку сопровождал зрительский успех. Дойл вспоминал, что ещё до окончания срока аренды театра ему удалось вернуть всё вложенное в «Дом Темперли». Кроме того, он «создал себе некую собственность, представлявшую неизменную ценность». 
В сентябре 1910 года спектакль был перенесён на сцену лондонского театра «Глоб». В общей сложности постановка выдержала 169 представлений. 21 ноября 1910 прошла американская премьера в нью-йоркском театре «Гаррик», однако постановка не пользовалась успехом и была вскоре закрыта. В 1911 году в Англии пьеса вернулась на сцену. В 1921 году Хардинг поставил новый спектакль, который однако был закрыт после 20 представлений. В сентябре 1921 году Хардинг и Сейнтсбери возобновили его. На этот раз ему сопутствовал успех и он выдержал около 100 представлений. В 1931 году пьеса была экранизирована режиссёром Джеком Рэймондом. В главных ролях в ней снялись Рэймонд Мэсси (Холмс) и Хардинг (Райлотт).

## Художественные особенности
Многим преданным поклонникам Канона претят отличия пьесы от рассказа. Холмс появляется лишь во втором акте, а роль Ройлотта более расширенная, затмевает детектива; изменены имена некоторых персонажей; добавлены бытовые сцены и сцены коронерского дознания; нет неожиданности в развязке и традиционного для рассказов разъяснения умозаключений детектива, приводящих его к раскрытию тайны. На эти недостатки указывал и автор: «Подлинной ошибкой этой пьесы было, то, что стремясь противопоставить Холмсу достойного соперника, я переборщил и представил злодея более интересной личностью. Не украшала её и ужасная развязка. Однако она пользовалась значительным успехом и спасла трудное — почти безвыходное — положение». Вместе с тем шерлоковеды отмечали, что пьеса имеет и достоинства. Так, в этом отношении выделяют интересных посетителей Холмса, просящих его приняться за их дела, а также дознание с «чванливым коронером и упрямым точно бык, но смелым и прозорливым деревенским лавочником Армитэйджем». По мнению Карра, обычно скромный и услужливый слуга Холмса ведёт себя довольно вольно. Он чувствовал себя в приёмной детектива словно руководитель: «А Билли надо было бы сбросить к входной двери с высоты семнадцати ступенек. Он не только вдребезги разбивает пузырёк с кокаином, когда он нужен Холмсу, но и в невыносимо бесцеремонной манере разговаривает с Ватсоном». Он также жалуется на высокопоставленных клиентов: «Опять нас беспокоит папа. Он хочет, чтобы мы приехали в Рим по поводу кражи камеи. Мы и так слишком много работаем».